# Christof Virant
Christof Virant (Dilsen, 1979. július 26. –) belgiumi nemzetközi labdarúgó-játékvezető. Polgári foglalkozása laboratóriumi munkatárs.

## Pályafutása

### Labdarúgóként
Fiatal korában a Heidebloem Dilsen csapatában hátvédet játszott. Az egyik bajnoki mérkőzésen súlyosan megsérült, rájött arra, hogy megint megsérülhet, ezért befejezte labdarúgó pályafutását.

### Labdarúgó-játékvezetőként

#### Nemzeti játékvezetés
Játékosként megsérült, játékvezetői tanfolyamra jelentkezett, 2008. január 26-án debütált hazája legmagasabb labdarúgó bajnokságában.
Első ligás mérkőzéseinek száma: 38.

#### Nemzetközi játékvezetés
A Belga labdarúgó-szövetség Játékvezető Bizottsága (JB) 2009-ben terjesztette fel nemzetközi játékvezetőnek, a Nemzetközi Labdarúgó-szövetség (FIFA) bíróinak keretébe. Több nemzetek közötti válogatott és klubmérkőzést vezetett. 2011-től UEFA besorolás szerint a 3. kategóriába tevékenykedik.

##### Európa-bajnokság
2010-ben rendezték az U17-es labdarúgó-Európa-bajnokságot, ahol az UEFA JB bíróként foglalkoztatta.
| Időpont         | Helyszín                         | Mérkőzés típusa        | Mérkőzés                 | Eredmény |
| --------------- | -------------------------------- | ---------------------- | ------------------------ | -------- |
| 2010. május 18. | Rheinpark Stadion, Vaduz         | selejtező (B. csoport) | Görögország–Törökország  | 1 : 3    |
| 2010. május 21. | Mauren Sportpark Stadion, Eschen | selejtező (A. csoport) | Franciaország–Portugália | 1 : 0    |